# Don du Poème
Don du Poème est un poème de Mallarmé, écrit en novembre 1865. Ce poème se situe aux alentours des débuts de sa vie professionnelle et artistique.

## Thèmes traités
On y retrouve ceux de l'insomnie, de l'idéal artistique et de la réalisation de ses potentialités.
Le premier vers est particulièrement célèbre : « Je t'apporte l'enfant d'une nuit d'Idumée ! » L'Idumée fait référence au pays d'Édom, région de Judée d'où était originaire Hérodiade, et la nuit d'Idumée représente la nuit blanche du poète et les efforts surhumains nécessaires à la création artistique. On doit donc tout lui sacrifier et notamment son sommeil.